# Sant Miquel de Turbians
Sant Miquel de Turbians és una església romànica del municipi de Gisclareny (Berguedà). És un edifici situat dins el Parc Natural del Cadí-Moixeró en bon estat de conservació. És una obra inclosa en l'Inventari del Patrimoni Arquitectònic de Catalunya.

## Descripció
Té una nau única, ampla i sense absis, orientada a llevant i de considerables proporcions. Els murs, fets amb un parament força rudimentari, presenten un seguit d'obertures molt senzilles. La coberta exterior és a dues aigües amb teula àrab. La façana, al mur de migjorn, és la part més interessant de l'edifici. Presenta una portalada de dos arcs de mig punt en degradació i adovellats, rematats per una arquivolta que fan de cornisa amb una senzilla imposta. Al cantó sud-oest hi trobem el campanar de planta quadrada amb quatre obertures d'arc de mig punt a la part superior.

## Història
Actualment és sufragània de Santa Maria de Gisclareny, malgrat que en origen fou parròquia independent i molt possiblement, parròquia d'aquest municipi, ja que el 1290 Galceran de Pinós donà les rendes i totes les collites del castell de Gisclareny i de la parròquia de St. Miquel de Turbians a G. de Tàpies. Es troben documentades durant el s. XIV, pràctiques simoníaques en aquesta parròquia, dins la baronia de Pinós i Mataplana. El lloc de Turbians el trobem esmentat a més en l'acta de consagració de l'església de la Seu d'Urgell del 839. Inicialment era una petita ermita, de la qual es té notícia des del segle x, amb el nom de Sant Miquel del Paradís, i que va funcionar com a església parroquial fins al segle xviii.
Francesc Cima i Garrigó va escriure diversos llibres d'espiritualitat que tenien com a protagonista un suposat ermità que vivia en aquest indret.